# Addison Russell
Addison Wayne Russell (Pensacola, 23 gennaio 1994) è un giocatore di baseball statunitense, interbase per gli Acereros de Monclova della Liga Mexicana de Béisbol (LMB).

## Carriera
Russell fu scelto dagli Oakland Athletics come 11º assoluto nel draft 2012. Il 4 luglio 2014 fu scambiato con i Chicago Cubs, squadra con cui debuttò nella MLB il 21 aprile 2015, al PNC Park di Pittsburgh contro i Pittsburgh Pirates. Il 1º maggio batté il suo primo fuoricampo contro i Milwaukee Brewers. A fine stagione, con l'arrivo ai Cubs di Jason Heyward, Russell gli cedette il suo numero di maglia 22 e passò al 27 in onore di Eddie George.
Dopo avere tenuto una media battuta di .242, con 11 fuoricampo e 48 punti battuti a casa (RB), Russell fu convocato come interbase titolare per l'All-Star Game 2016. Concluse la stagione regolare con 95 RBI, diventando il secondo interbase della storia dei Cubs a superare quota 90 in una stagione, dopo l'hall of famer Ernie Banks che riuscì cinque volte. A fine stagione, Russell vinse le World Series 2016 in sette partite contro i Cleveland Indians, riportando il titolo ai Cubs dopo 108 anni. In quella serie batté il 19º grande slam della storia della serie finale in gara 6, in cui fece registrare 6 RBI.
Il 19 aprile 2017, Russell batté il suo primo fuoricampo della vittoria nel nono inning, un colpo da 3 punti contro i Milwaukee Brewers. Il 4 agosto fu inserito in lista infortunati per un problema al piede destro. Fece ritorno in campo il 16 settembre, battendo un fuoricampo nel primo turno in battuta.  Divenne free agent a fine stagione 2019.
Dopo aver saltato la stagione 2020, Russell tornò a giocare nel 2021 nella Liga Mexicana de Béisbol con i Acereros de Monclova.

## Palmarès

### Club
- World Series: 1

Chicago Cubs: 2016

### Individuale
- MLB All-Star: 1

2016

### Nazionale
- Giochi panamericani:  Medaglia d'Oro

Team U-18 USA: 2011